# 藤村由加
藤村 由加（ふじむら ゆか）は、4人の女性執筆者集団のペンネーム。佐藤まなつ、北村まりえ、榊原由布、高野加津子の4人の名前から一文字ずつ取っている。

## 概要
ヒッポファミリークラブで朝鮮語を学び、『万葉集』は古代の朝鮮語で読み解けると主張、1987年8月にはその研究がNHKのテレビ番組『NHK特集』で取上げられ、1989年に新潮社より『人麻呂の暗号』を刊行するに至った。
これは言語交流研究所の中野矢尾（ヒッポファミリークラブ創設以来のフェロウで、トランスナショナル・カレッジ・オブ・レックス発足と同時にシニア・フェロウ）との共同研究である。言語交流研究所に勤務していた赤瀬川隼は、この「万葉集は朝鮮語で読解できる」というアイディアをもとにした短編ミステリ「潮もかなひぬ」を1983年に発表して直木賞候補になり、1985年に長編『潮もかなひぬ』として刊行した。なお、藤村由加の著書の作中に中野矢尾は「アガサ」という名前で登場する。
当時は、20代の女性による大発見と賞賛する声もあったが、中西進、西端幸雄、安本美典らの批判を受け、遂に「トンデモ本」と認定された。その後も著書をいくつか出した。なお、古代朝鮮語については、現存資料が郷歌と呼ばれる二十数種の詩など僅かしか残っていず、詳細はよく分かっていない。
4人のうちのひとりは赤瀬川隼の長女である。また、別の一人はヒッポ創設者の榊原陽の長女である。

## 著書
- 『人麻呂の暗号』新潮社、1989年。 のち文庫
- 『額田王の暗号』新潮社、1990年。 のち文庫
- 『枕詞千年の謎』新潮社、1992年。 のち「枕詞の暗号」として文庫化
- 『記紀万葉の謎 ことばのタイムトンネル』実業之日本社、1995年。
- 『古事記の暗号 神話が語る科学の夜明け』新潮社、1997年。 のち文庫